# Offrande de l’omer
L’offrande de l’omer ou offrande de la gerbe (hébreu : קורבן העומר korban ha'omer ou min'hat ha'omer מנחת העומר oblation de l’omer) est une offrande en oblation collective d’un omer d’orge, réalisée à l’époque des Temples au « lendemain du chabbat ». Le jour au cours duquel elle avait lieu et qui marque le début du décompte de l’omer, est appelé le « jour du balancement » (hébreu : יום הנף yom hanef) dans la littérature rabbinique.
De nombreuses controverses sur divers points de cette prescription, comme la nature de l’omer ou la signification du « lendemain du chabbat », ont abouti à des différences de pratique significatives entre Pharisiens et Boéthusiens, juifs rabbanites et non-rabbanites ainsi que juifs et chrétiens.

## L’offrande de l’omer dans les sources juives

### Dans la Bible hébraïque
Lévitique 23:11 Il agitera de côté et d'autre la gerbe devant l'Éternel, afin qu'elle soit agréée: le sacrificateur l'agitera de côté et d'autre, le lendemain du sabbat.
L’offrande de la gerbe est prescrite aux Israélites lors du passage en revue des convocations saintes, alors qu’ils stationnent dans le désert : ils devront, après être entrés en possession du pays de Canaan, prélever chaque année, « au lendemain du chabbat », un omer sur les prémices de leur nouvelle récolte pour l’offrir au prêtre. Celui-ci le balancera afin de rendre la récolte propice.
Cette cérémonie s’accompagne d’offrandes particulières et marque le début du décompte des sept semaines qui séparent ces offrandes de celles de la fête de Chavouot. Elle autorise en outre les Israélites à consommer les produits de la nouvelle récolte.

### Dans la littérature rabbinique
À peine esquissé dans la Bible, l'offrande de l’omer fait l’objet d’un rituel hautement organisé à l’époque du second Temple, abondamment caractérisé dans le dixième chapitre du traité Menahot et les Pessiktot.
Alors que la Septante traduit omer par « poignée » et les auteurs chrétiens ultérieurs par « gerbe », les rabbins considèrent qu’il s’agit d’une unité de mesure définie en Exode 16:36 comme un dixième d’epha (équivalant à environ 4 kilogrammes). Bien que la Bible ne précise pas le type de céréale à offrir, ils enseignent qu’il ne peut s’agir que d’orge. Le « lendemain du chabbat » au cours duquel l’offrande a lieu est, selon eux, le « lendemain de la fête » (du premier jour des Azymes), soit le 16 nissan.
L’omer est, selon Rabbi Akiva, un tribut offert à Dieu après Pessa'h afin d’assurer une récolte abondante dans les champs au moment où celle-ci commence. Selon le Midrash, l’homme rembourse au moyen de cette modeste mesure la manne, dont chaque Israélite avait consommé un omer par jour. C’est par le mérite de cette prescription que Dieu aurait promis le pays de Canaan à Abraham, que les Israélites auraient été sauvés au temps de Midian au temps de Gédéon, des Assyriens au temps d’Ézéchias, des Babyloniens au temps d’Ézéchiel et des Amalécites au temps de Haman. C’est aussi par la vertu de l’omer que la paix reviendrait dans les ménages, puisque l’offrande de jalousie prescrite en Nombres 5:15 consiste en un dixième d’epha d’orge.

#### Le rituel à l’ère du second Temple
Le fauchage de l’omer doit être idéalement fait de nuit, ainsi que le décompte des jours écoulés depuis ce fauchage,.
Trois mesures d’orge doivent être fauchées par trois hommes, équipés chacun d’une faucille et d’un panier ; le fauchage de l’omer, étant réalisé en un temps fixé, a priorité sur l’interdiction de faucher à chabbat et les Sages ont décidé, contre l’avis de Rabbi Ishmaël et Rabbi Hanina Segan Hacohanim, que la procédure à suivre était la même, que le 16 nissan ait lieu à chabbat (cette configuration est impossible dans le calendrier hébraïque actuel) ou en semaine.
L’omer est prélevé sur les épis mûrs de la nouvelle récolte, idéalement près de Jérusalem mais on peut le prendre ailleurs si l’orge n’a pas encore mûri (le champ doit cependant appartenir à un Juif). La veille de Pessa'h, les émissaires du Sanhédrin sortent dans les champs et lient les sommets des épis d’orge encore attachés au sol, afin d’en faciliter le fauchage. Le lendemain, les gens des alentours se rendent en grande pompe à cet endroit. Chaque faucheur leur demande deux fois si le soleil s’est couché, deux fois s’il peut faucher avec cette faucille qu’il tient, deux fois s’il peut récolter dans ce panier et deux fois s’il peut le faire ce chabbat ; il leur demande alors trois fois l’autorisation de faucher et, à chaque demande, on lui répond trois fois par l’affirmative, tout ce cérémonial ayant pour but de montrer aux Boethusiens que leur opinion sur « le lendemain du chabbat » n’était pas acceptée.
Les épis fauchés sont rangés dans les paniers et menés dans la cour du Temple ; on les bat avec des tiges humides pour en faire tomber. On les broie et on les empile dans un tuyau percé pour les torréfier. On les moud et on les étend au vent pour en nettoyer la balle. On en extrait, après treize tamisages, le dixième de l’epha (soit un omer tout rond). Le reste de la farine peut être racheté et consommé par le tout-venant, après avoir prélevé les dîmes. L’omer est mélangé à de l’huile et des aromates ; on le place dans les mains tendues du prêtre qui l’agite à l’orient de l’autel, d’avant en arrière puis de haut en bas pour conjurer les vents mauvais et les rosées néfastes. Il le présente ensuite au coin occidental-méridional de l’autel et, après que l’offrande supplémentaire et l’agneau en holocauste ont été offerts, en prend une poignée qu’il fait brûler. Le reste de l’omer peut être consommé par les prêtres,.
À l’époque du Temple, l’offrande de l’omer rend le hadash permis à la consommation dans tout le pays mais en pratique, seuls les habitants de Jérusalem et des alentours en consomment après l’offrande de l’omer ; les habitants des cités plus éloignées, ignorant à quel moment s’est déroulée l’offrande, attendent jusqu’à la mi-journée. Après la destruction du Temple, Rabban Yohanan ben Zakkaï décrète le hadash interdit pour tous pendant toute la journée, en souvenir du Temple.

### Dans les sources non-rabbiniques
Bien que la pratique juive actuelle soit dérivée de l’interprétation donnée par les rabbins au « lendemain du chabbat », celle-ci était loin d’être la seule en cours à l’ère du second Temple. Son calendrier, basé sur l’observation des conjonctions lunaires, n’était pas accepté par tous et si « Shabbat » a certes le sens de fête dans Lévitique 25:2 et Lévitique 25:4-6, il pourrait désigner le dernier jour de la fête des azymes ou être interprété selon le sens plus courant du chabbat hebdomadaire.
L’interprétation du lendemain de chabbat comme lendemain du premier jour de la fête des azymes était celle de la Septante, de Flavius Josèphe et de Philon d’Alexandrie. Cependant, le Livre des Jubilés ainsi que la version syriaque de Lévitique 23:11 et 23:15 prescrivent de réaliser l’offrande au lendemain du dernier jour. Les Boethusiens affirmaient qu’il avait lieu au lendemain du chabbat pascal car « Moïse, aimant les enfants d’Israël, a[vait] voulu leur donner un jour saint étendu en annexant la fête de Chavouot (qui a lieu sept semaines après le jour de l’offrande) au chabbat ».

## Observance de l’offrande de l’omer
Le second Temple ayant été détruit, l’offrande de l’omer ne peut plus avoir lieu dans les courants qui se réclament du judaïsme, qu’ils en suivent ou non l’interprétation rabbinique (cette contingence ne concerne cependant pas le samaritanisme, un mosaïsme non-juif qui continue à pèleriner sur le mont Garizim). Cependant, la prescription du décompte de l’omer et la prohibition du hadash qui en dépendent sont encore observées de nos jours et suscitent des divergences entre ces différents courants.

### Dans le judaïsme rabbinique
La tradition rabbinique situant le jour de l’offrande de l’omer au lendemain de Pessa'h, le décompte de l’omer est initié en ce jour, en terre d’Israël comme en diaspora et ceci bien que la diaspora observe un second jour férié. En effet, commencer le décompte un jour plus tard reviendrait à déplacer Chavouot d’un jour alors que l’on dispose, contrairement à l’ère du second Temple, d’un calendrier fondé sur des calculs astronomiques laissant peu de place au doute.
Le hadash est en revanche interdit jusqu’à la nuit du 18 nissan car sa proscription a force de loi biblique, où que l’on se trouve.

### Dans les traditions non-rabbiniques
Les Karaïtes, membres d’un mouvement scripturaliste et les Samaritains, adeptes d’un mosaïsme non-juif, ont adopté une position similaire à celle des Boethusiens, commençant de ce fait le décompte lors du premier dimanche qui suit Pessa'h,.
Les Beta Esraël d’Éthiopie, dépositaires d’un judaïsme pré-rabbinique (dont la plupart des membres se sont convertis au judaïsme orthodoxe), semblent se baser sur la traduction syriaque de la Bible, commençant le décompte au lendemain du septième jour de Pessa'h,.

## L’offrande de l’omer en Israël
Délaissée pendant des siècles, l’offrande de l’omer redevient une fête champêtre dans le mouvement pionnier du kibboutz qui la célèbre en s’inspirant des sources bibliques et mishnaïques. Hommes, femmes et enfants se rendent dans les champs en procession, fauchent l’omer et le ramènent dans la salle commune, où il fait partie des décorations de Pessa'h. Cette cérémonie tombe largement en désuétude dans les années 1970, du fait du désintérêt des nouvelles générations et des nouvelles technologies agricoles qui, pour être plus efficaces, ne permettent pas de maintenir le lien romantique de l’homme à la terre.